# Anao
Anao ist eine Großraumgemeinde in der Provinz Tarlac auf der Insel Luzon auf den Philippinen. Sie hat 11.528 Einwohner (Zensus 1. August 2015), die in 18 Barangays leben. Sie gehört zur 5. Einkommensklasse der Gemeinden auf den Philippinen.
Die Gemeinde Anao ist die kleinste Verwaltungseinheit der Provinz Tarlac und liegt im nordöstlichen Teil der Provinz. Sie grenzt im Norden an die Gemeinde San Manuel, im Osten an Nampicuan, im Süden an Ramos, im Westen an Paniqui und Moncada. Sie liegt ca. 34 km nordöstlich von Tarlac City und ca. 157 km nördlich der philippinischen Hauptstadt Manila und ist von dort über den Mc Arthur Highway zu erreichen.

## Barangays
| - Baguindoc (Baguinloc) - Bantog - Campos - Carmen - Casili - Don Ramon - Hernando - Poblacion - Rizal | - San Francisco East - San Francisco West - San Jose North - San Jose South - San Juan - San Roque - Santo Domingo - Sinense - Suaverdez |